# Río Xe Bang Fai
El río Xe Bang Fai o Nam Xebangfai es un río de Laos que nace en la zona central del país, en la cordillera Annamita, y fluye por las provincias de Khammouan y Savannakhet hasta desaguar en el río Mekong.
La presa Nam Theun 2 liberó agua del río Nam Theun en él, aumentando así su caudal y produciendo hidroelectricidad en el proceso. 

## Cueva del río Xe Bang Fai
La cueva del río Xe Bang Fai, también conocida como cueva Khoun Xe (Tham en laosiano es cueva), es una inmensa cueva fluvial situada en un rincón remoto de la provincia de Khammouane. Se cree que es una de las cuevas fluviales más grandes del mundo, con enormes pasajes de unos 120 metros de alto y 200 metros de ancho, y un canal subterráneo de 7 km de largo.